# Viva (tijdschrift)
Viva was een Nederlands weekblad met als doelgroep jonge (geëmancipeerde) vrouwen.

## Geschiedenis
Viva was een weekblad in Nederland voor jongere vrouwen. Het eerste nummer verscheen op 7 oktober 1972 bij uitgever De Geïllustreerde Pers in Amsterdam. "Dag breikous, dag zeurkous. In Viva is je tijd voorbij" luidde de zin om afscheid te nemen van de beschaafdere voorganger Eva. Met de Viva ontstond een nieuw blad, waarin emancipatie, werk en seks centraal stonden.
De onderwerpen in Viva zijn uiteenlopend. Er wordt veel aandacht besteed aan liefdesrelaties, actualiteit, persoonlijke verhalen en seks. De serieuzere onderwerpen worden afgewisseld met luchtigere artikelen, zoals over mode, beauty en reizen. In 2007 won de Viva de Mercurprijs voor 'beste tijdschrift van het jaar'.
In 2008 begon Viva met het bekendmaken van de jaarlijkse Viva 400, een lijst met de  volgens het tijdschrift 400 meest succesvolle Nederlandse vrouwen onder de 38 van dat moment. De lijst is een tegenhanger van de Quote 500.
Op 16 juni 2021 werd bekendgemaakt dat het tijdschrift Viva na 49 jaar ophield te bestaan vanwege het dalende aantal abonnementen. De laatste uitgave was op 20 juli. Uitgever DPG Media kondigde tevens de sluiting van het in 1999 gestarte forum.viva.nl en de opheffing van het blad Viva Mama aan. Dat laatste tijdschrift verscheen op 27 juli 2021 voor het laatst. Medio juli 2021 maakte DPG bekend het forum toch niet offline te halen, omdat er te veel negatieve reacties op de sluiting waren gekomen, maar er waren al verschillende andere fora opgestart als vervanger.  De Koninklijke Bibliotheek was al begonnen het forum digitaal te archiveren.

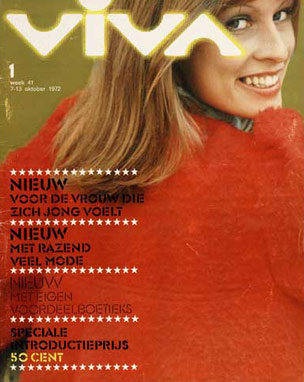
Omslag eerste Viva uit 1972
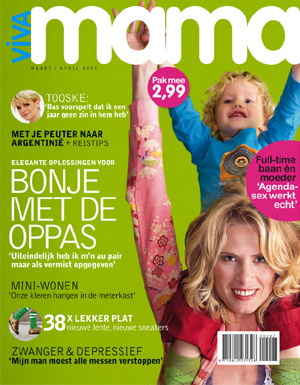
Omslag Viva Mama (2007)
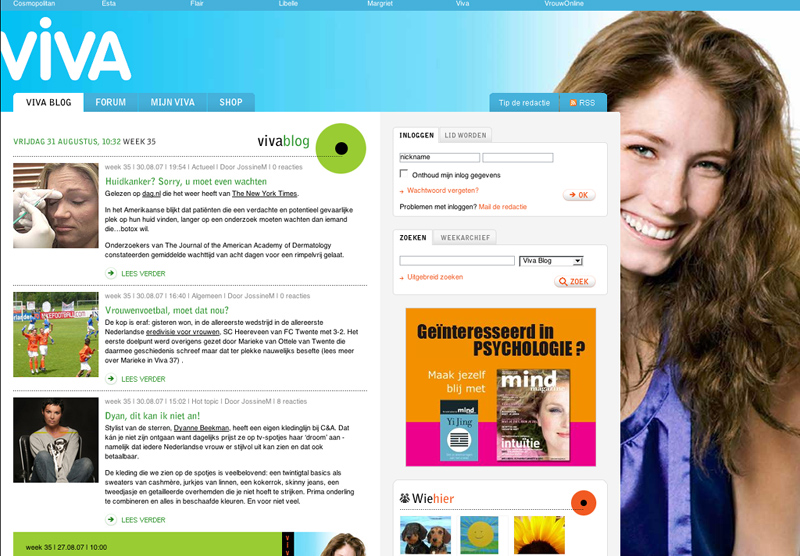
Website Viva (augustus 2007)

## Oplagecijfers
Betaalde oplage volgens HOI, Instituut voor Media Auditing.
- 1985: 151.081
- 1990: 123.510
- 1995: 118.823
- 2000: 148.934
- 2010: 82.568
- 2011: 74.519
- 2012: 63.139
- 2013: 48.117
- 2014: 46.255
- 2016: 32.044
- 2017: 27.760[5]
- 2018: 26.422
- 2019: 32.550
- 2020: 29.648

## Veranderingen
In de loop der jaren onderging het blad enkele veranderingen. Begin jaren 90 vond een bijstelling van de formule plaats. Het nieuwe motto was: ‘overdag ben je elkaars gelijke om ’s avonds te genieten van het verschil’. Een open mind, nuchterheid en zelfspot in toon en beeld werden erg belangrijk in Viva. Viva probeerde zich te positioneren als dichtbij en echt, niet glamoureus. Viva wil een platform zijn voor jonge vrouwen die stevig in het leven staan. ‘Niets te verbergen’ is de huidige pay-off.
Om het gezinsleven van de "Viva vrouw" aandacht te geven werd in 1994 Viva&Co uitgegeven (‘voor jou en je kind’). In 2003 werd Viva Baby uitgegeven, dat eind 2006 een naamsverandering onderging en Viva Mama werd. Viva Mama is bedoeld voor (zwangere) vrouwen met kinderen in de leeftijd 0-4 jr. ‘met een blik, die verder reikt dan de wieg alleen’.
Een andere verandering is de lay-out van het blad. In de beginjaren bestond het blad voornamelijk uit lange teksten, geheel in zwart/wit. Later werd het blad kleurrijker en gevuld met meer foto’s. In de lente van 2006 onderging het complete blad een restyling. Lay-out, logo en lettertypes werden aangepast aan de tijdsgeest van 2006.
Viva werd ook online actief. De in het blad behandelde thema’s kunnen worden bediscussieerd op het digitale Viva-forum. Viva.nl is een van Nederlands grootste sites voor jonge vrouwen.

## Rubrieken
Een van de rubrieken in Viva is Any body (1992), waarin lezeressen met weggelaten hoofd naakt staan afgebeeld en over hun eigen lichaam vertellen. De relatie met het lichaam staat bij Viva centraal. Dit is niet alleen terug te vinden in Any body en de teksten, maar ook in de modereportages, die regelmatig modellen met een maatje meer afbeelden. Dit vanuit het standpunt dat de Viva graag modellen afbeeldt met een lichaamsbouw die niet te zeer afwijkt van het Nederlands gemiddelde. Er is veel aandacht voor het positieve zelfbeeld. Dit is door de jaren heen altijd zo geweest en blijkt ook uit de dik-in-orde-bijlage die bij het nummer van 2 januari 1995 verscheen en uit de XL-modelwedstrijd die Viva enkele jaren heeft georganiseerd.
Andere rubrieken door de jaren heen zijn onder meer:
- Help!
- Viva werkjournaal
- Hier sta ik voor
- Bijblijven
- Vitrine
- Kortom
- Pak je pen
- Via Viva
- Tatum in bed met…
- Man over Vrouw
- Man in bed
- Floor Faber

Ook stond Maaike Hartjes enkele jaren wekelijks met haar stripjes in Viva. In de loop der jaren heeft Viva diverse onbekende en bekende columnisten gehad, waaronder Sonja Barend, Birgit Gantzert, Lydia Rood, Boudewijn Büch, Yvon Jaspers, Yvonne Kroonenberg, Kees van Nieuwkerk, Daphne Deckers, Halina Reijn, Sara Kroos en Filemon Wesselink. Op het moment schrijven Anna Drijver en Hanna Bervoets samen de column Anna&Hanna.

## Uitgever
Viva was vanaf 1972 een uitgave van VNU. In 2001 werd de publieksbladentak van dit bedrijf voor 1,25 miljard euro overgenomen door het Finse mediaconcern Sanoma. Sanoma Nederland is gevestigd in Hoofddorp.

## Hoofdredacteuren
- 1972-1975: Joop Swart
- 1975-1983: Jet den Blanken
- 1983-1984: (wnd.) Hanny van den Horst
- 1984-1989: Adri de Vries
- 1989-1991: Koos de Boer
- 1991-1992: Koos de Boer & Rob van Vuure
- 1992-1993: Koos de Boer & Tineke Verhoeven
- 1993-2001: Tineke Verhoeven
- 2001-2005: Marije de Jong
- 2005-2008: Karin van Gilst
- 2008-2012: Corinne van Duin
- 2012-2014: Gijsje van Bentum
- 2014: Patricia van den Broek[7]
- 2014-2015: Vivianne Bendermacher[8]
- 2015-2016: Kirsten Steenvoort (brand manager), Sabine Brusse (content manager), Karin van Limburg (design manager)
- 2017-heden Debby Gerritsen